# 세르비아 요리

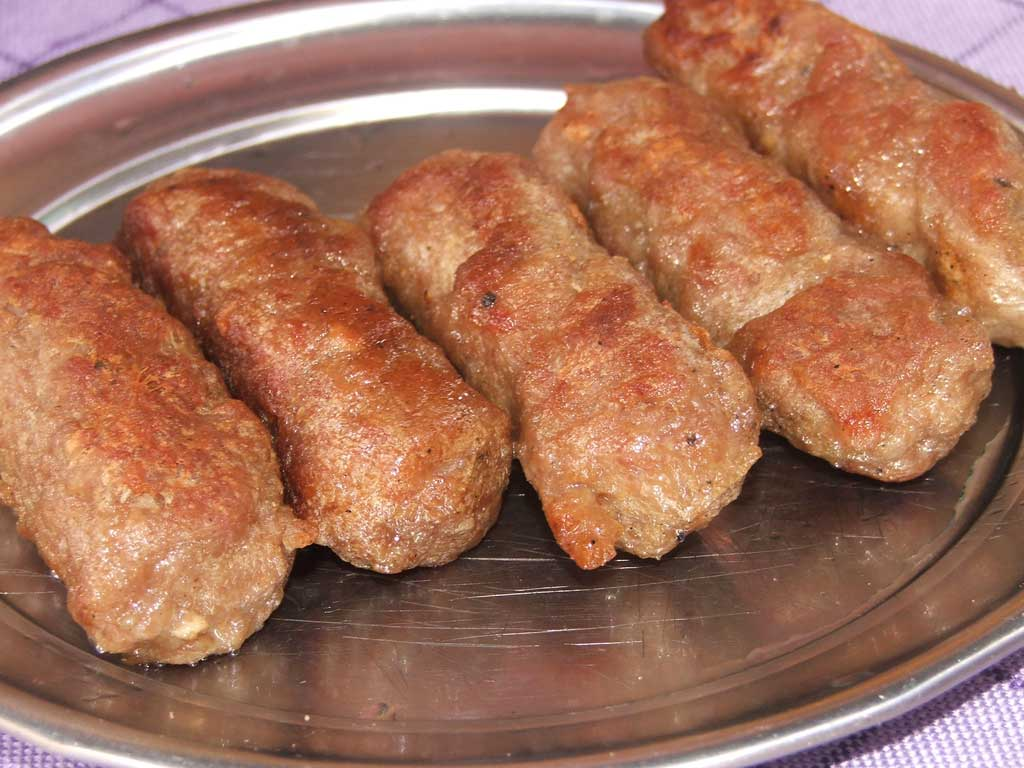
체밥치치

세르비아 요리(Serbia 料理, 세르비아어: српска кухиња, srpska kuhinja 스르프스카 쿠히냐)는 동남유럽 발칸반도에 있는 세르비아의 요리이다. 지중해 인근 국가의 요리와 상당히 흡사한 요리이다. 올리브유를 비롯해 땅콩기름도 자주 넣어서 만들어 먹기도 한다. 최근에는 세르비아 뿐만 아니라 인근 유럽의 이민자가 많다보니 전 세계적으로 흔한 요리법 중 하나로 떠올랐다.
대부분의 세르비아 국민들은 점심을 길게 하는데 지중해 전체를 통틀어서도 가장 점심을 길게 먹는 편이다. 지금은 세 끼 식사를 하지만 원래 세르비아에서는 점심과 저녁만을 먹었다고 한다. 지금의 아침 식사는 19세기 중반기에 도입되었다고 전한다.
여러 식제품을 인근 국가에서 사들여오기도 하며 종종 집에서 만들기도 한다. 과일 브랜디나 잼, 젤리를 비롯해 절인 음식이나 소시지도 상당수 수입해온다. 가장 대표적인 절임 음식으로 키셀리 쿠푸스(자우어크라우트)가 있다. 서양의 절인 배추김치라고 볼 수 있는 음식으로 독일을 비롯해 중앙/남부 유럽 일부 지역에서 많이 먹는 음식이다. 
식재료를 보면 세르비아 요리는 향신료나 허브를 많이 넣지 않는 편이다. 흑후추나 파프리카를 많이 쓰기는 하지만 별다른 식재료는 없고 수프에 넣어서 먹는다. 

## 빵
빵이 세르비아 요리의 가장 기본적인 구성을 이루며 의식적으로 모든 식사 때 나온다. 때문에 종교 의식 때도 빵을 내놓는다. 어떤 사람들은 빵을 던지는 것은 매우 불경하다고 생각해서 빵을 던지거나 버리는 행위는 아주 건방지다고 생각한다. 
많은 빵집과 가게에서 호밀이나 흰 밀로 만드는 빵을 많이 판다. 대개는 600g정도이다. 근대 이후 통밀 빵이 더 흔해지게 되어서 건강식으로 각광받게 되었다. 여전히 많은 가정에서 오븐으로 빵을 직접 구워서 먹기도 한다. 

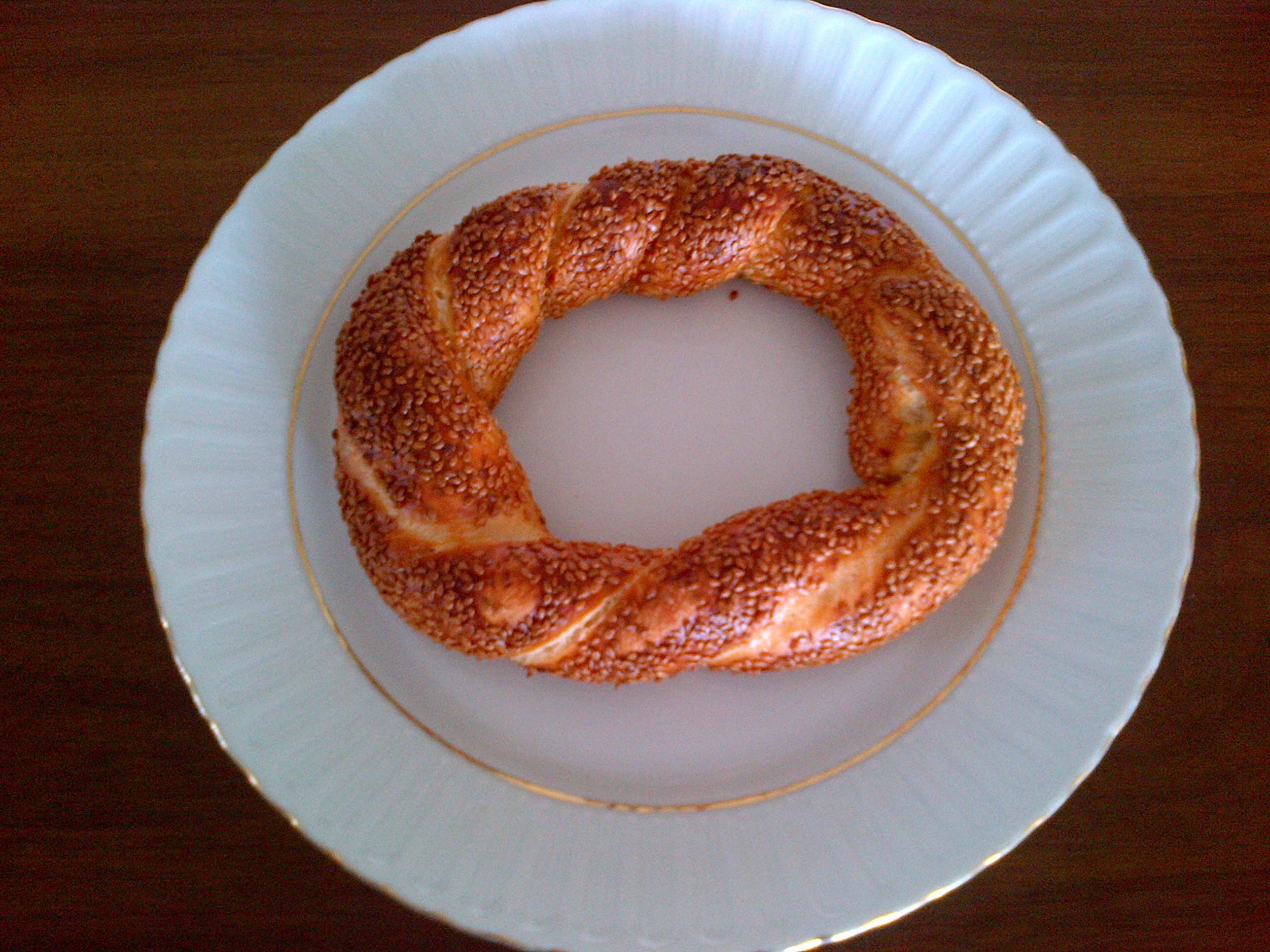
프로야
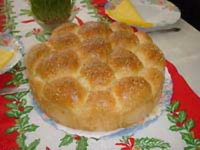
부렉
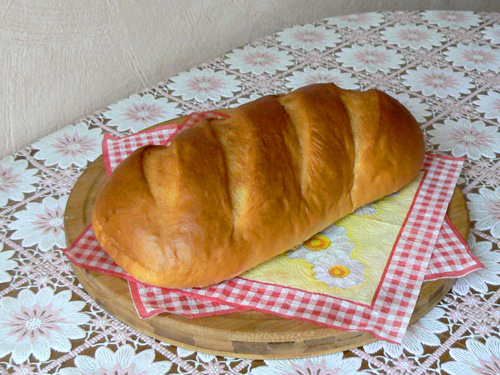
크루아상
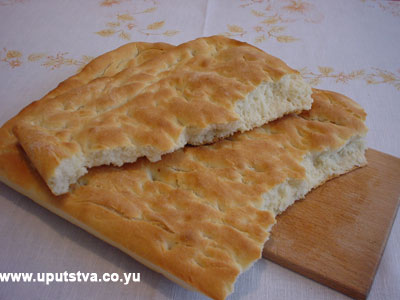
카차마크
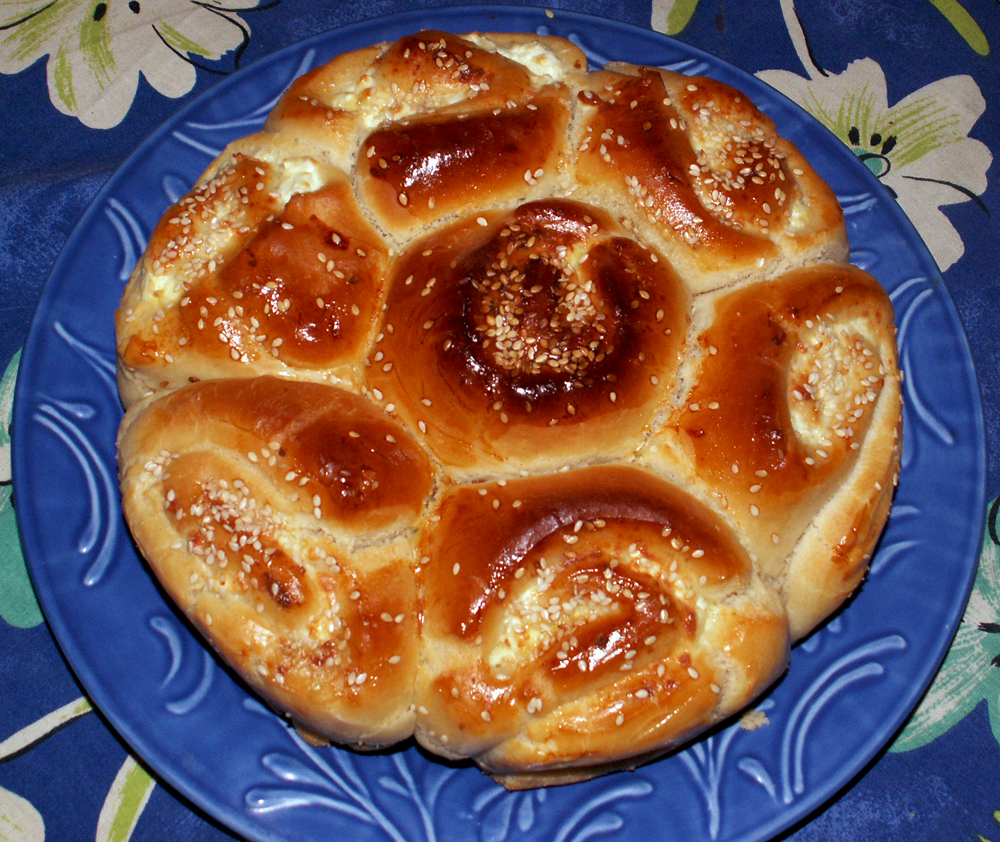
포파라

## 음료

### 일반 음료
세르비아 내에 과일 생산도 많고 물이 풍부하기 때문에 질좋은 주스나 유익한 미네랄을 함유한 생수가 많이 생산된다. 유럽에서는 익히 알려져 있어 잘 알려져 있기도 하다. 탄산 음료로는 특별한 것이 없다. 옥수수로 만들어 먹는 보자(Boza)라는 음료가 있지만 최근에는 흔치 않다. 크바스(Kvas)라는 음료가 생산되기도 한다.
뜨거운 음료로는 터키산의 커피가 가장 흔한 반면 차는 거의 소비되지 않는 편이다. 아주 특별한 경우나 치료의 목적으로 차가 이용된다고 보면 된다.
낙농제품 중에서는 요구르트가 가장 흔하며 세르비아에서 케피르(kefir)라고 부른다.

### 주류

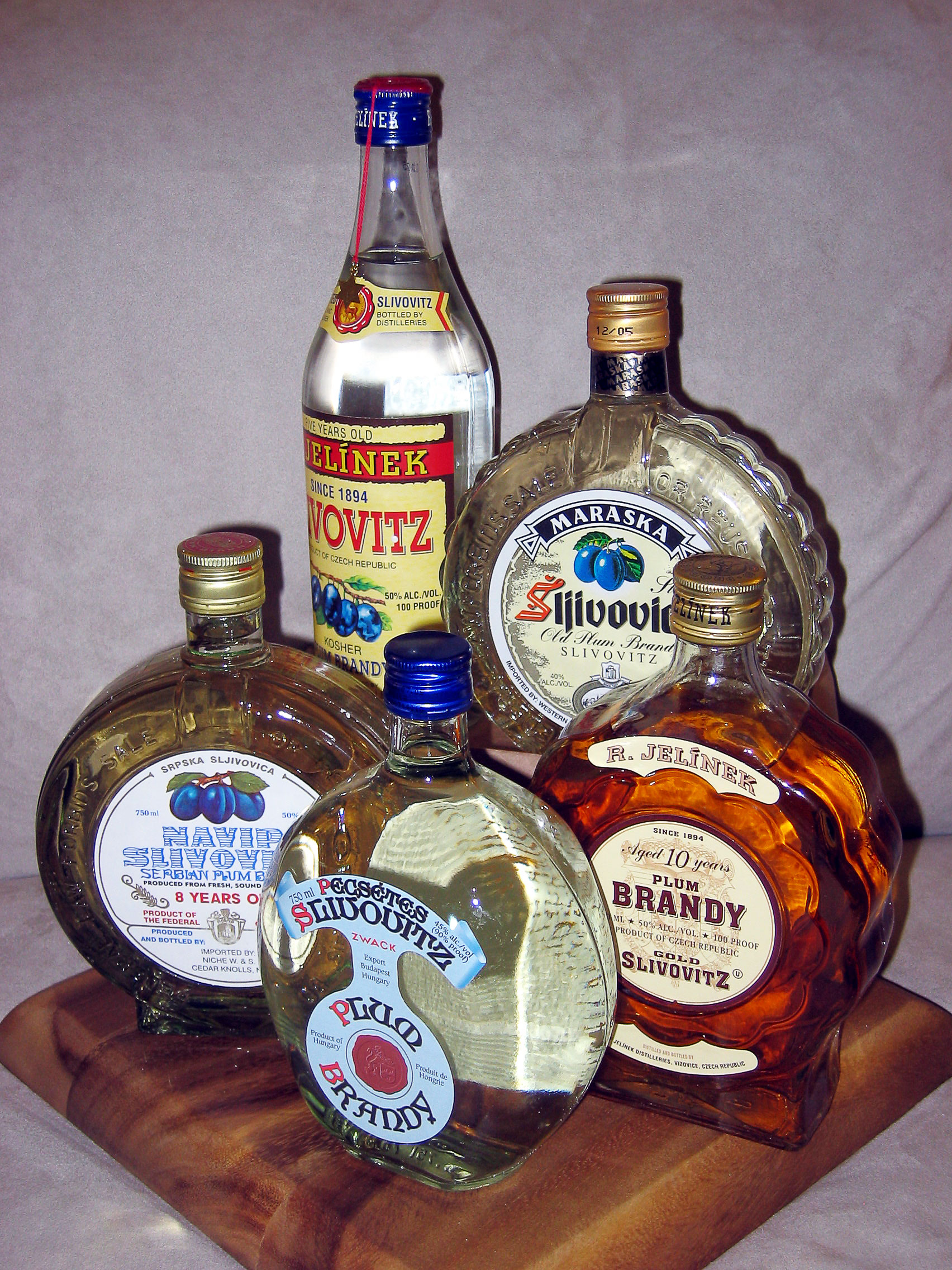

맥주는 어디를 가도 환영받으며 14개의 양조장이 있다. 하지만 세르비아의 전통 음료이자 과일 브랜디의 일종인 라키야(Rakija)도 흔하다. 와인도 인기 있다. 
라키야의 경우 많은 사람들이 각 가정에서 라키야를 직접 만들어 먹으며 친척이나 친구가 방문했을 때 내놓는다. 라키야의 종류도 여러가지여서 넣는 과일도 아주 다양하다. 
- 슬리보비차(자두 브랜디) : 세르비아인이 즐기는 음료
- 로조바차(Lozovača) : 포도 브랜디
- 빌랴모브카(Viljamovka) : 배로 만들어 먹는 브랜디

## 같이 보기
- 슬라브 요리
- 유럽 요리
- 지중해 요리